# Elsendorf
Elsendorf este o comună din landul Bavaria, Germania.
Se află la o altitudine de 439 m deasupra nivelului mării. Are o suprafață de 32,66 km² și 32,63 km². Populația este de 2.147 locuitori, determinată în 30 septembrie 2019, prin actualizare statistică[*].